# Beamish (Durham)
Beamish – wieś w Anglii, w hrabstwie Durham. Leży 13 km na północny zachód od miasta Durham i 388 km na północ od Londynu.
W pobliżu wsi znajduje się The North of England Open Air Museum Beamish – wielohektarowa ekspozycja w postaci części historycznego północnoangielskiego miasteczka oraz wsi, wraz z czynnymi historycznymi liniami tramwajowymi i kolejowymi, otwartą do zwiedzania sztolnią kopalnianą i innymi atrakcjami.